# Ignaz von Schurda
Ignaz Freiherr von Schurda (* 13. März 1822 in Radnitz, Böhmen; † 16. Juli 1879 in Purkersdorf) war ein österreichischer Beamter und Politiker.
Ignaz von Schurda war bei Militär-, Polizei- und Justizstellen tätig, von 1857 bis 1861 war er Reichsratsbeamter. Er war Hofsekretär und Vorstand des Präsidialbüros von Erzherzog Rainer und Präsidenten-Stellvertreter der Landeskommission für die Personalangelegenheiten der gemischten Bezirksämter, der k.k. Grundlasten-Ablösungs- und Regulierungs-Landeskommission und der k.k. Lehen-Allodialisierungs-Landeskommission. 1867/68 war er Statthalter von Oberösterreich. 

## Ehrungen
- Ritterkreuz des Leopold-Ordens